# Юлдашево (Ишимбайский район)
Юлда́шево (баш. Юлдаш) — деревня в Ишимбайском районе Башкортостана, входит в состав Скворчихинского сельсовета.

## История
Название Юлдашево встречается на карте Уфимского наместничества 1786 года на правом берегу реки Белой.
Ранее (в XIX веке) называлась Нижне-Юлдашевым или Юлдашевым 2-м и соотносилось с выселком Верхнеюлдашево (сейчас Мелеузовский район) на левом берегу реки Белой .
Деревня носит имя старшины Тельтим-Юрматынской волости Юлдаша Кутлина. В одном документе за 1774 год о месте его жительства говорится: так «живущий позади Стерлитамакской пристани и близ Воскресенского завода» Юлдаш Кутлин был пугачёвцем. Известны его сыновья и внуки: старший сын старшины Бикбулат Юлдашев (1744—1822), его дети: Ярмухамет, Мухаметшариф, Мухаметьян; младший сын — Губайдулла (1762—1813). 
Скотоводство — основное занятие жителей деревни. 395 человек владели 720 лошадьми, 431 коровой, 66 овцами и 575 козами, держали 160 ульев. Хлебопашество делало первые шаги. 600 пудов озимого и 1944 пуда ярового хлеба — посев 1842 года.

## Население
| 1795 | 1920 | 2002 | 2009 | 2010 |
| ---- | ---- | ---- | ---- | ---- |
| 274  | ↗311 | ↘26  | →26  | ↘16  |

## Географическое положение
Расположена на берегу реки Юргашки.
Расстояние до:
- районного центра (Ишимбай): 35 км,
- центра сельсовета (Скворчиха): 15 км,
- ближайшей ж/д станции (Салават): 6 км.

## Знаменитые жители
- Даутов, Вилляр Юмагулович (1 января 1933 — 30 ноября 2007) — башкирский журналист, государственный и общественный деятель, министр культуры Башкирской АССР (1980—86), председатель Союза журналистов БАССР (1976—1980), член правления Союза журналистов СССР.
- Саитов, Эрнст Миниахметович (2 июня 1936 — 4 марта 2004) — народный художник Башкирской АССР (1990), заслуженный художник Российской Федерации (1999).